# Mongo Returns
Mongo Returns è un album di Mongo Santamaría, pubblicato dalla Milestone Records nel 1998. Il disco fu registrato il 28 e 29 giugno 1995 al "Clinton Recording Studio" di New York.

## Tracce
1. A Kiss in Her Glance – 7:15 (Marty Sheller)
2. You've Got It Bad Girl – 5:26 (Stevie Wonder, Yvonne Wright)
3. Bahia – 7:30 (Ary Barroso)
4. Slyck 'n' Slyde – 4:09 (Eddie Allen)
5. Song for Marilyn – 6:28 (Marty Sheller)
6. When Did You Stop Loving Me, When Did I Stop Loving You – 5:18 (Marvin Gaye)
7. Hush – 6:05 (Marty Sheller)
8. Ol' School Groove – 3:39 (Eddie Allen)
9. Free World Mambo – 7:47 (Hilton Ruiz)

## Musicisti
- Mongo Santamaría  - congas, bongos
- Roger Byam - sassofono tenore, sassofono soprano
- Eddie Allen - sassofono alto, sassofono baritono, flauto, tromba, flugelhorn
- Robert DeBellis - sassofono alto, sassofono baritono, flauto
- Mel Martin - sassofono alto, flauto alto, flauto basso, flauto piccolo
- Hilton Ruiz - pianoforte
- Óscar Hernández - pianoforte, tastiere
- Louis Bauzo - chitarra, percussioni (bongos, bells, guiro, chekere, congas)
- Steve Berrios - chitarra, percussioni (maracas, bells, chekere, guiro, claves, marimba, bongos)
- John Benitez - basso
- Greg Askew - batteria, chekere, batá
- Robby Ameen - batteria
- Johnny Andreu Almendra - percussioni, batteria, timbales